# Achlada (Malevizi)

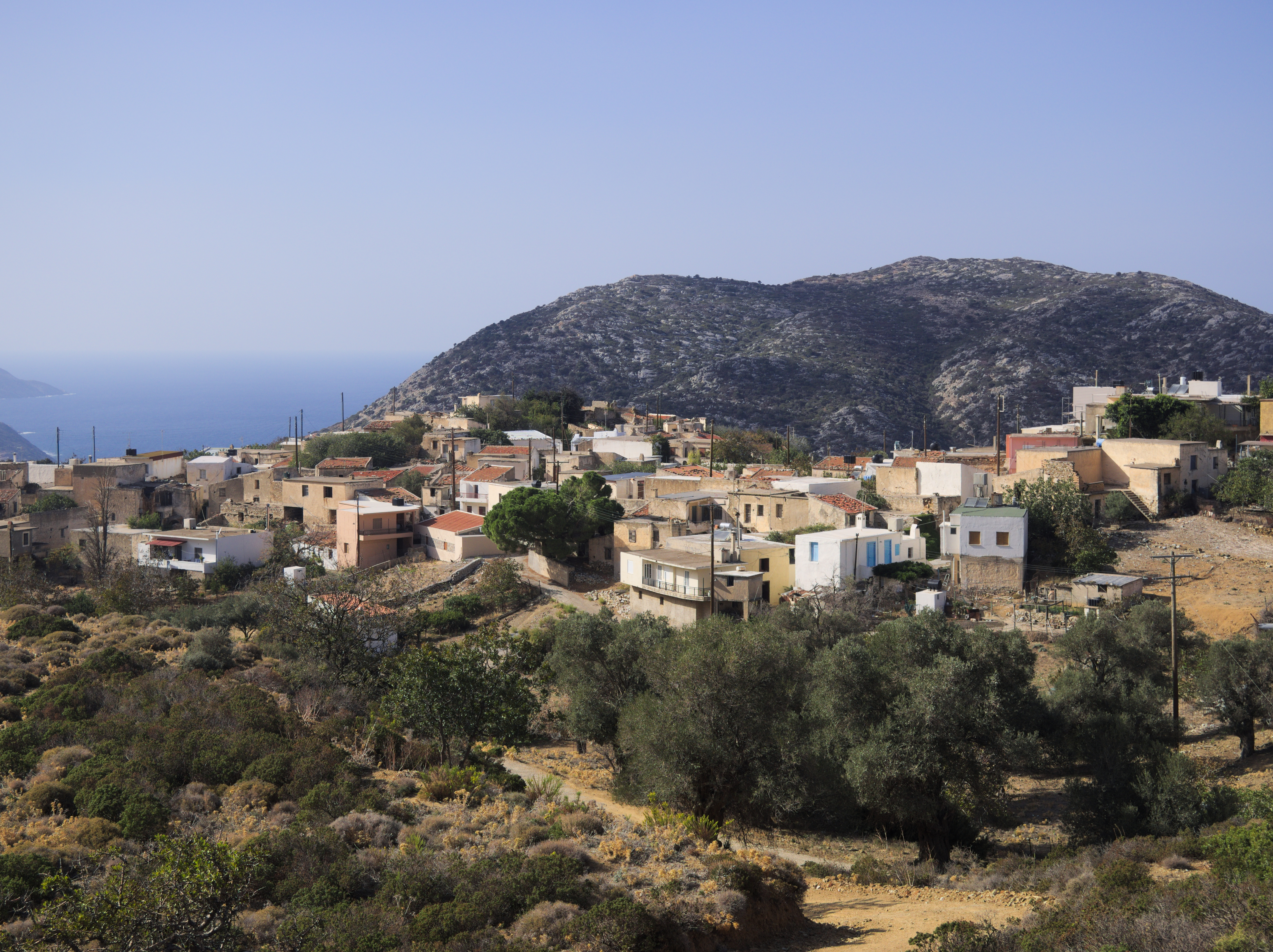
Achlada

Achlada (griechisch Αχλάδα [axˈlaða] (f. sg.)) ist eine Ortsgemeinschaft auf Kreta. Sie gehört zum Gemeindebezirk Gazi der Gemeinde Malevizi.

## Gliederung
Der Ort Achlada wird gebildet aus den Siedlungen:
| - Achlada (Aχλάδα), 57 Einw. - Agia Pelagia (Αγία Πελαγία), 480 Einw. - Ammoudi (Αμμούδι), 212 Einw. - Lygaria (Λυγαριά), 118 Einw. - Mades (Μαδές), 74 Einw. - Mononaftis (Μονοναύτης), 18 Einw. - Xirokambos (Ξηρόκαμπος), 56 Einw. |

Einkommensquellen sind die Schafzucht sowie Obst- und Gemüseanbau. Darüber hinaus gibt es ein Hotel für Ökotourismus.

## Geschichte
Der Ortsname leitet sich von der Bezeichnung für einen wilden Birnbaum (achlada αχλάδα oder achras αχράς) ab. In den venezianischen Archiven wird das Dorf unter der Bezeichnung Aclada mit 63 Bewohnern erwähnt. Zu dieser Zeit gehörte es zur Provinz Mylopotamos im Bezirk Rethymno.